# Bouchetispiridae
Bouchetispiridae is een familie van weekdieren uit de klasse van de Gastropoda (slakken).

## Geslacht
- Bouchetispira Kantor, Strong & Puillandre, 2012